# Apaság (film)
Az Apaság (eredeti cím: Fatherhood) 2021-ben bemutatott amerikai drámai vígjáték Paul Weitz rendezésében. A forgatókönyvet Matthew Logelin 2011-es Two Kisses for Maddy: A Memoir of Loss and Love című emlékkönyve alapján Weitz és Dana Stevens írta. A főszerepben Kevin Hart, Alfre Woodard, Frankie R. Faison, Lil Rel Howery, DeWanda Wise, Anthony Carrigan, Melody Hurd és Paul Reiser látható.
Az Apaságot eredetileg a Sony Pictures Releasing tervezte forgalmazni, de a Covid19-pandémia időszakában eladta a Netflixnek, amely 2021. június 18-án jelentette meg digitálisan. A film általánosságban vegyes kritikákat kapott az értékelőktől, viszont Hart alakítását dicsérték.

## Cselekmény
Miután felesége váratlanul meghal tüdőembóliában, a megözvegyült édesapa lánya felnevelésének feladatával igyekszik megbirkózni.

## Szereplők
| Szerep          | Színész          | Magyar hang         |
| --------------- | ---------------- | ------------------- |
| Matthew Logelin | Kevin Hart       | Csőre Gábor         |
| Maddy Logelin   | Melody Hurd      | Bak Julianna        |
| Marian          | Alfre Woodard    | Fehér Anna          |
| Jordan          | Lil Rel Howery   | Gémes Antos         |
| Oscar           | Anthony Carrigan | Gémes Antos         |
| Swan            | DeWanda Wise     | Ligeti Kovács Judit |
| Paul Howard     | Paul Reiser      | Kautzky Armand      |
| Liz Logelin     | Deborah Ayorinde | Kis-Kovács Luca     |
| Tessa           | Teneisha Collins | N/A                 |
| Mike            | Frankie Faison   | Barbinek Péter      |
| Anna            | Thedra Porter    | Kocsis Mariann      |
| Kathleen nővér  | Maria Herrera    | Kovács Nóra         |

## Filmkészítés
2015 májusában jelentették be, hogy Channing Tatum lesz a film főszereplője és producere, amely Matthew Logelin emlékkönyvén alapul, a TriStar Pictures forgalmazásában. 2019 januárjában bejelentették, hogy Tatum helyett Kevin Hart lesz a főszereplő, a filmet pedig Paul Weitz rendezi a forgatókönyve alapján, amelyet Dana Stevens mellett írt. 2019 májusában Melody Hurd és Alfre Woodard csatlakozott a film szereplőgárdájához. 2019 júniusában Anthony Carrigan, Lil Rel Howery, Paul Reiser és Deborah Ayorinde csatlakozott a stábhoz, amely a Columbia Pictures-hez került. 2019 júliusában DeWanda Wise csatlakozott a filmhez.

## Bemutató
Az Apaság a kezdeti tervek szerint 2020. április 3-án került volna a mozikba, de a bemutatót a Covid19-világjárvány miatt előbb 2020. október 23-ára, majd 2021. január 8-ára, legvégül 2021. április 16-ára halasztották. Ezután bejelentették, hogy a Netflix világszerte megvásárolta a film terjesztési jogait a Sony Pictures Releasingtől, és 2021. június 18-án digitálisan kiadta.

## Fordítás
- Ez a szócikk részben vagy egészben  a   Fatherhood (film) című angol Wikipédia-szócikk fordításán alapul.  Az eredeti cikk szerkesztőit annak laptörténete sorolja fel. Ez a jelzés csupán a megfogalmazás eredetét és a szerzői jogokat jelzi, nem szolgál a cikkben szereplő információk forrásmegjelöléseként.